# مقرأ

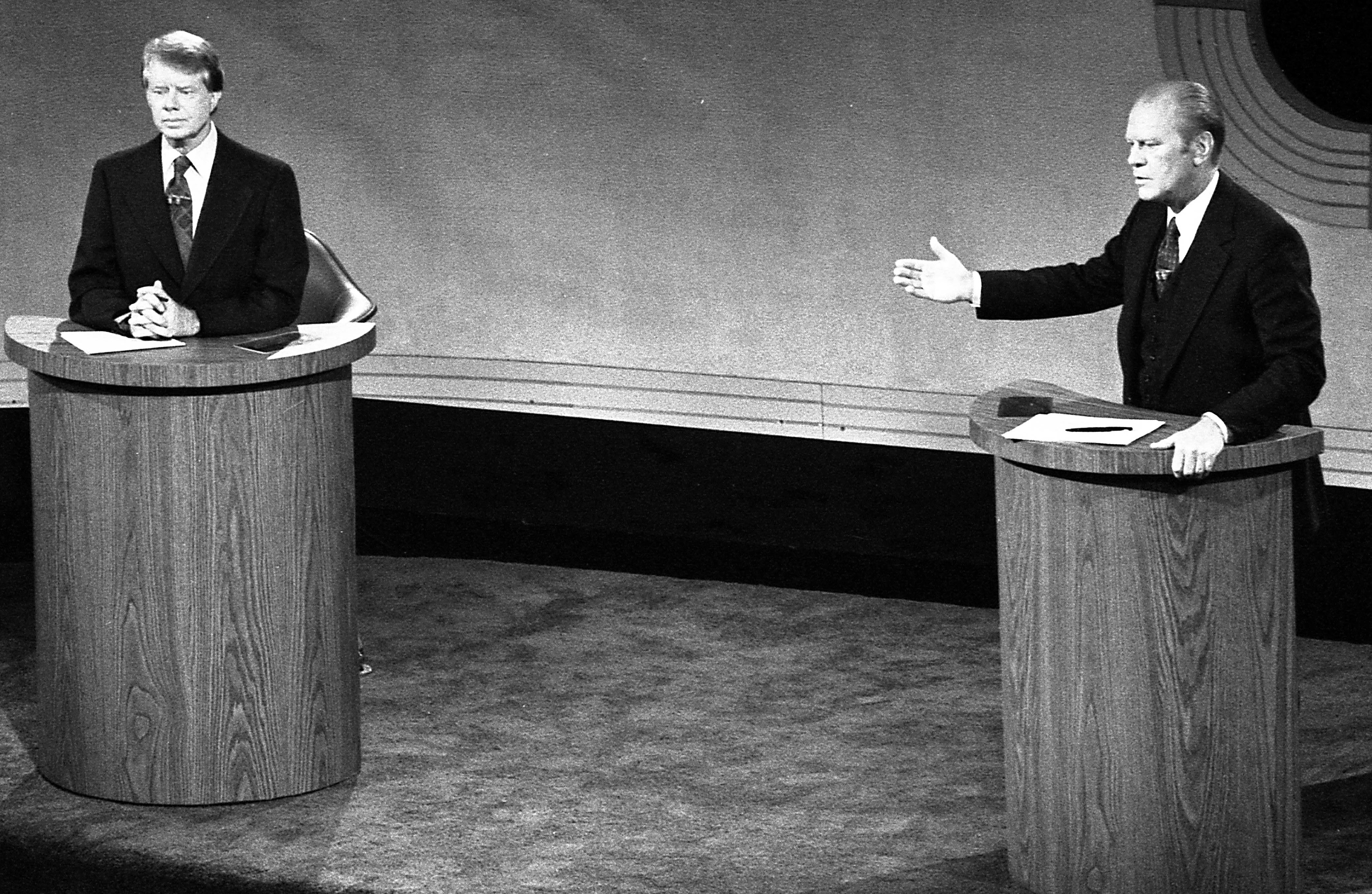
يقف جرلد فُرد وجِمي كَرتر خلف المِقرأ أثناء المناظرة التي سبقت انتخابات الرئاسية الأمريكية عام 1976

المِقرأ أو المنبر أو القرَّاية هو مكتب قراءة قائم ذو سطح مائل، توضع عليه المستندات أو الكتب للقراءة بصوت عالٍ، كما في قراءة القرآن أو الكتاب المقدس أو المحاضرة أو الخطبة أو الموعظة.

## الاستخدام الديني

### المسيحية
يُسمى المِقرأ المَنْجليّة في الكنسية أيضًا.

### الإسلام
يوضع القرآن الكريم على مِقرأ ويسمى رَحْل (في تركية وإيران وباكستان وغيرها) أو حامل المصحف.

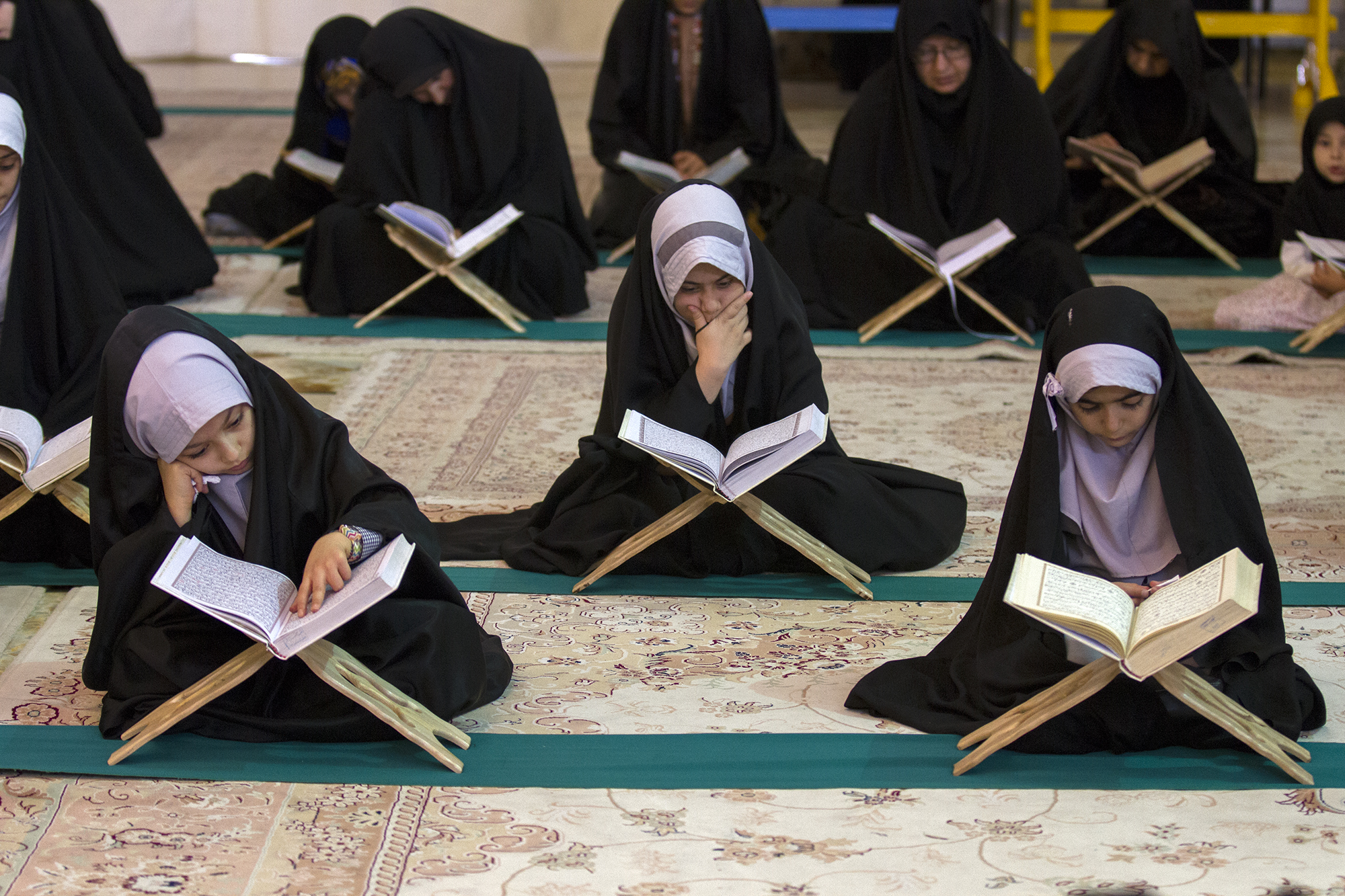
فتيات يدرسن القرآن الكريم على مقارِئ طوية خلال شهر رمضان في قم الإيرانية